# 大型内行花文鏡

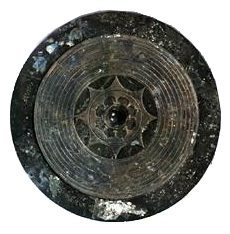
大型内行花文鏡

大型内行花文鏡（おおがたないこうかもんきょう）は、銅鏡の一種。

## 平原遺跡出土鏡
昭和40年（1965年）に確認され、発掘調査された平原遺跡の1号墓（平原弥生古墳）出土の、直径46.5センチメートルの大型の青銅鏡。発掘した原田大六はその出土状況から、「故意に破壊されたのではなく、なんらかの事故によって、破砕した鏡片を集めて、四か所に分けて埋納したらしい」と報告している。
通常の内行花文鏡とは異なり、鏡背に銘字はなく、文様のみの銅鏡である。その文様は、鏡背中心の鈕を囲んで8頭の葉があり、その周囲に8個の内行花文、9本の同心円、外縁部を配す。鏡の縁には、縦に背面から正面に約1,500本の弧状線があり、鏡面（正面）となる。
発掘者の原田大六はその文様から「内行花文八葉鏡」と名付けている。平原遺跡での出土数は発見発掘時には4面と報告されていた。
原田は、出土した破片は「発見時の破片からほぼ完形状態の2面が復元でき、学術調査による発掘で獲られた破片からは、3分の2の状態の鏡しか復元できなかった」と報告している。鏡の中心部である鈕は4個の出土である。これらのことから原田は「内行花文八葉鏡は4面である」と結論している。
平成の前原市の再調査の際、大型内行花文鏡4面のうちの1面（12号鏡）には、他の破片との接合箇所が不明な辺縁部の破片が確認された。前原市教育委員会の依頼により、奈良文化財研究所が鉛同位体比法や発光分光分析をおこない、当該破片は12号鏡とは別個体に属するもので合計５面である可能性が指摘された（該当部位の12号鏡のみによる比較分析試験による結論）。
1990年の重要文化財指定時には、平原遺跡出土の銅鏡の員数は大型内行花文鏡4面を含め、計39面分とされていたが、上述の調査結果をふまえ、2006年の国宝指定時の官報告示では、銅鏡の員数は1面増えて「40面分」となっている。
この「内行花文八葉鏡」の直径46.5センチメートルとは、漢の時代の寸法でいうと「二尺」となり、この直径では円周が「八咫」となる。
原田大六はこの円周「八咫」と『神道五部書』の『伊勢二所皇太神宮御鎮座伝記』の八咫鏡の記述「八頭花崎八葉形」と図象が類似すること、また『延喜式』伊勢大神宮式や『皇太神宮儀式帳』において鏡を納める桶式の内径が「一尺六寸三分」（約49センチ）であることから、この銅鏡を伊勢神宮の御神体八咫鏡と同型の鏡であると主張している。
大型内行花文鏡のうち4面は伊都国歴史博物館（常設展示品はレプリカ）で、また1面は九州国立博物館で常時展示されており、実物を見ることができる。